# Bergpartei
Die Bergpartei (französisch La Montagne wörtlich „der Berg“), deren Mitglieder Montagnards (wörtlich „Bergbewohner“) genannt wurden, war während der Französischen Revolution eine politische Gruppierung im Nationalkonvent. Der Begriff wurde zwar bereits während der Sitzungen der Gesetzgebenden Versammlung für die Abgeordneten auf den höchsten Sitzreihen des Plenums benutzt, kam aber erst 1793 allgemein in Gebrauch. Die Montagnards bestanden vor allem aus dem 1789 gegründeten Jakobinerklub sowie den politisch ähnlich denkenden Cordeliers.
Bei der Eröffnung des Konvents umfasste die Gruppe der Montagnards Männer mit sehr verschiedenen Ansichten, und der Zusammenhalt, der sich in der Folge ergab, lag eher an der Opposition ihrer Führer gegen die Führer der Girondisten als an einer tiefergehenden politischen Einigkeit der beiden Gruppen. Diese Gegengruppe wurde aufgrund ihrer Sitzposition in den niedrigeren Rängen Marais („Sumpf“) genannt. Der Hauptunterschied war, dass die Girondisten hauptsächlich Theoretiker und Denker umfassten, während die Mitglieder der Bergpartei sich als Männer der Tat verstanden. Die Abgeordneten der Gironde vertraten zudem eine eher gemäßigte, bürgerlich-republikanische Politik, die ihre Ziele – wie beispielsweise die gesetzliche Gleichheit aller Bürger – bereits erreicht hatten. In der Bergpartei dagegen waren deutlich radikalere Ansichten und Ziele vertreten, in deren Interesse es war, die Revolution weiter voranzutreiben. Ziel war beispielsweise eine soziale und politische Gleichheit, die weit über die in der ersten Verfassung gegebenen Zugeständnisse an den „vierten Stand“ hinausging.
Während ihrer Auseinandersetzung mit den Girondisten gewannen die Jakobiner bei der Bergpartei die Oberhand. Für einige Zeit waren Jakobiner und Montagnard synonyme Begriffe. Die Bergpartei stand nacheinander unter dem Einfluss von Männern wie Marat, Danton und Robespierre.
Bei der Einberufung des Nationalkonvents im Jahr 1793 war die Bergpartei allerdings bereits im Zerfall begriffen; 1790 hatten sich schon im April die radikalen Cordeliers unter der Führung Marats, Dantons und Desmoulins als eine Art weitere Partei herausgebildet. Dabei darf aber nicht vergessen werden, dass es sich nicht um Parteien im heutigen Verständnis handelte, sondern mehr um Debattierklubs. So war es möglich, in mehreren dieser Klubs Mitglied zu sein.
1793 spalteten diese sich weiter auf in die ultralinken enragés, aus denen später die Hébertisten hervorgingen, und die Indulgenten, die unter Danton und Desmoulins zunehmend zu Mäßigung und Beendigung des terreur aufriefen. Nach der politischen Ausschaltung der Girondisten und der Hinrichtung zahlreicher ihrer Führer brach die fragile Einheit der Bergpartei endgültig auseinander. Mit Dantons Unterstützung brachte Robespierre die ultralinken Hébertisten im März 1794 aufs Schafott, nur wenige Tage darauf wandte er sich gegen die gemäßigteren Dantonisten und ließ Danton und seine engsten Vertrauten am 30. März 1794 verhaften und am 5. April 1794 hinrichten.
Aber auch Robespierre führte die Bergpartei nicht lange, da er bereits am 28. Juli 1794 hingerichtet wurde. Danach verloren die Reste der Bergpartei die Macht im Konvent. Die verbliebenen Montagnards (der sogenannte „Gipfel“) wurden als Folge der Aufstände vom Germinal und Prairial 1795 verhaftet, zum Teil hingerichtet. Das Inkrafttreten der Direktorialverfassung besiegelte das Ende dieser politischen Gruppierung.